# Beetlebum
«Beetlebum» — первый сингл группы Blur с пятого альбома Blur. В официальном хит-параде синглов Великобритании, UK Singles Chart, 26 января 1997 года занял первое место.
Британский журнал New Musical Express включил данную композицию в свой список «500 величайших песен всех времён», разместив её в нём на 306-й позиции.

## О песне
Деймон Албарн признал, что песня о героине и наркотических экспериментах с его тогдашней девушкой Джастин Фришманн из Elastica. В документальном фильме о Blur «Без обратного пути», Албарн подтвердил это. Название песни ссылается на китайское выражение «в погоне за драконом», которое означает вдыхание дыма или паров от нагревании морфия, героина или опиума. Албарн заявил, что песня описывает «слабые» и «сильные» сложные эмоции.
В ряде публикаций песня была названа «трибьютом к The Beatles»; сайт Allmusic отметил, что песня «прошла через „Белый альбом“ за пять минут».

## Музыкальное видео
Видео было снято известным режиссёром Софи Мюллер 17 марта 1997 года. Это — относительно простое видео, где комбинируется исполнение песни с машинно-генерируемым увеличением масштаба изображения Земли в центре калейдоскопических образцов. Особенно в видео могут подвергаться цензуре сигарета Алекса Джеймса и Кока-Кола Дэйва Роунтри, по-видимому по артистическим, а не по официальным причинам.
В некоторых версиях клипа эпизод «She’ll make you come» тоже может быть скрыт из-за цензуры.

## Варианты изданий
Red 7"
1. «Beetlebum»
2. «Woodpigeon Song»

CD1
1. «Beetlebum»
2. «All Your Life»
3. «A Spell (For Money)»

CD2
1. «Beetlebum»
2. «Beetlebum» (Mario Caldato Jr. mix)
3. «Woodpigeon Song»
4. «Dancehall»

Japanese Edition CD
1. «Beetlebum»
2. «All Your Life»
3. «Woodpigeon Song»
4. «A Spell (For Money)»